# Escuela de Sagres

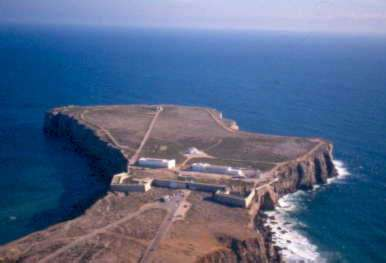
Vista aérea del cabo de Sagres con la fortaleza de Sagres.

Se ha llamado Escuela de Sagres a una supuesta agrupación de personalidades científicas y técnicas ligadas a la navegación oceánica portuguesa del siglo XV, que se habría formado en torno al infante Enrique, apodado por ciertos historiadores el Navegante, en Sagres, cerca del cabo de San Vicente, el extremo suroccidental de la península ibérica, en el Algarve. 
Si bien está comprobado que del cercano puerto de Lagos salieron numerosas expediciones de exploración, saqueo y colonización hacia las costas africanas e islas atlánticas, la existencia de la Escuela de Sagres ha sido puesta en duda por numerosos historiadores que, no encontraron respaldo arqueológico ni documental para ella, la consideran un mito de la historia portuguesa. Todos los historiadores están de acuerdo en que, al menos desde la muerte del infante Enrique en 1460, el centro impulsor de los descubrimientos portugueses fue Lisboa.
La primera mención escrita del concepto de Escuela de Sagres data del siglo XVII, por el inglés Samuel Purchas, aunque ya en el siglo XVI Damião de Góis apuntaba una idea similar. Historiadores ingleses y portugueses posteriores asentaron y popularizaron el uso del término.

## Visión romántica
En el siglo XIX empezó a difundirse una versión de la biografía del infante Enrique según la cual se habría instalado en Sagres en 1418, poco después de la toma de Ceuta por los portugueses. Allí habría formado en torno a él una "corte de ciencia y navegación" y construido un astillero y un palacio con el primer observatorio astronómico de Portugal. Se llegó a escribir que Sagres representaba la refundación moderna "del estudio sistemático de la ciencia aplicada" en la Cristiandad". Otros autores matizaron que, más que una escuela náutica en el moderno concepto de la palabra, Sagres fue un lugar de reunión de marineros y científicos, donde intercambiar información y técnicas, diseñar mapas, construir barcos y organizar expediciones. 
Desde el siglo XVI (Damião de Góis), se ha querido relacionar de una u otra forma con esta escuela a grandes descubridores, por ejemplo Vasco da Gama o Cristóbal Colón. El cronista João de Barros relató que el infante Enrique había atraído a Portugal, sin precisar dónde, a un "Maestro Jacome de Mallorca" así como a matemáticos árabes y judíos. Algunos historiadores identificaron a este Jacome con el cartógrafo mallorquín Jehuda Cresques, coautor del Atlas catalán de 1375, y afirmaron que se habría instalado en Sagres. 
La diversa condición religiosa (judíos, musulmanes, cristianos) de los integrantes de la supuesta escuela de Sagres, e incluso la posibilidad de relacionarlos remotamente con los templarios dado el hecho de que el infante Enrique era el comendador de la Orden de Cristo, han aumentado el halo romántico con que en ocasiones se presenta.

## Visión crítica
Varios historiadores, sobre todo portugueses, han rebatido la visión romántica de la Escuela de Sagres y puesto en duda su misma existencia. No se ha encontrado ningún resto arqueológico de los edificios supuestamente relacionados con la Escuela, como el observatorio o el astillero. Se ha comprobado que el infante Enrique, al cual no se le apodó "el Navegante" hasta el siglo XIX, solo recibió tierras en Sagres en 1443 y no vivió allí hasta 1457, solo tres años antes de morir. En su testamento expresó su voluntad de instalar allí un mero abrigo para abastecer a los barcos mercantes que hicieran escala pero no mencionó ni astillero ni palacio ni observatorio.
Según la visión crítica, los portugueses aprendieron la navegación de manera eminentemente práctica, en las cubiertas de las carabelas.
Las primeras menciones de una supuesta escuela de navegación asociada al infante Enrique datan de cronistas portugueses del siglo XVI como Damião de Góis. En 1625 el inglés Samuel Purchas acuñó por vez primera el término de "Escuela de Navegación de Sagres". En 1660 Francisco de Melo aventuró que en Sagres habría existido además un astillero, sobre la base de una supuesta etimología veneciana del nombre medieval de Sagres (Terçanabal). En el siglo XIX el historiador portugués Oliveira Martins utilizó el mito de la escuela de Sagres para la construcción romántica de una identidad nacional portuguesa que adoptó como uno de sus símbolos un dominio precoz de la tecnología náutica.